# Studentenvakbeweging (Nederland)

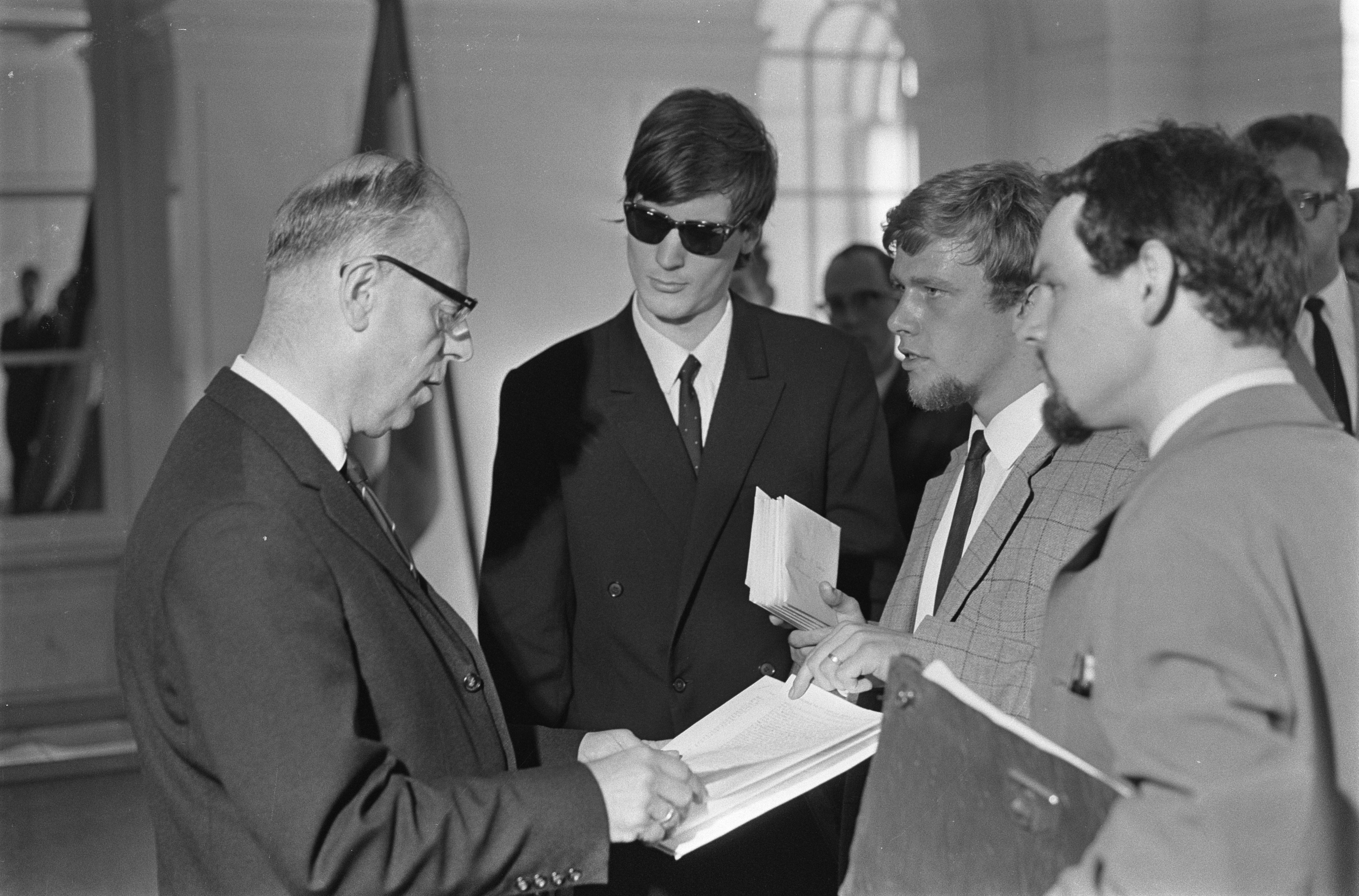
Afgevaardigden van de Studentenvakbeweging voeren protest tegen de plannen voor een hoger collegegeld (1966)

De Studentenvakbeweging (SVB) was een Nederlandse studentenvakbond, opgericht in 1963 door Ton Regtien.
De Studentenvakbeweging voerde onder meer actie tegen de plannen voor een hoger collegegeld in 1966. Eind jaren zestig radicaliseerde de SVB en werd ze verlamd door ideologische discussies. In 1970 werden de activiteiten gestaakt.